# Dreieck Allgäu
De Dreieck Allgäu ligt in de Duitse deelstaat Beieren. Op dit halve klaverbladknooppunt, gelegen in de regio Allgäu, sluit de A980 aan op de A7 (Ulm-Füssen).

## Geografie
Het knooppunt ligt in de gemeente Sulzberg im Oberallgäu. Nabijgelegen steden en dorpen zijn Durach, Betzigau en Kempten im Allgäu.
Het knooppunt ligt ongeveer 30 km ten noordwesten van Füssen, ongeveer 50 km ten oosten van Lindau en ongeveer 35 km ten zuiden van Memmingen.

## Geschiedenis
Volgen de oorspronkelijke plannen zou de A98 vanaf Dreieck Weil am Rhein (Hochrheinautobahn) via Friedrichshafen (Bodenseeautobahn) en Garmisch-Partenkirchen (Voralpenautobahn) tot aan de A8 bij Irschenberg doorlopen. Deze plannen werden grotendeels opgegeven. Als enige gedeelten van de Voralpenautobahn werden in deze regio de A980 en de Dreieck Allgäu aangelegd.

## Configuratie
Rijstrook
Nabij het knooppunt hebben beide snelwegen 2x2 rijstroken. Alle verbindingsbogen hebben één rijstrook.

## Verkeersintensiteiten
In 2010 werd het knooppunt dagelijks door ongeveer 40.000 voertuigen gebruikt.
| Van               | Naar                   | Gemiddeld aantal voertuigen per dag | Percentage vrachtverkeer |
| ----------------- | ---------------------- | ----------------------------------- | ------------------------ |
| AS Betzigau (A 7) | AD Allgäu              | 33.800                              | 6,4 %                    |
| AD Allgäu         | AS Oy-Mittelberg (A 7) | 22.500                              | 5,4 %                    |
| AD Allgäu         | AS Durach              | 22.700                              | 6,5 %                    |

## Richtingen knooppunt
| Aansluitende wegen                     | Aansluitende wegen | Aansluitende wegen                         | Aansluitende wegen | Aansluitende wegen                                     |
| -------------------------------------- | ------------------ | ------------------------------------------ | ------------------ | ------------------------------------------------------ |
|                                        |                    | richting Kempten / Ulm Stuttgart / München |                    |                                                        |
|                                        |                    |                                            |                    |                                                        |
| richting Sonthofen Oberstdorf / Lindau |                    |                                            |                    |                                                        |
|                                        |                    |                                            |                    |                                                        |
|                                        |                    |                                            |                    | richting Oy-Mittelberg / Füssen Reutte / Innsbruck (A) |